# اميرسالار عليا (مقاطعة فيروزآباد)
اميرسالار عليا (بالفارسية: امیرسالار علیا) هي قرية تقع في قسم برزيتون الريفي (مقاطعة فيروزآباد) في إيران. يقدر عدد سكانها بـ 1,130 نسمة .